# Sebastian Painadath
Sebastian Painadath SJ (* 1942 in Kerala, Indien) ist ein indischer Jesuitenpater, Autor spiritueller Bücher, Referent zu spirituellen Themen und Leiter des christlichen Ashrams Sameeksha in Kalady, Indien.

## Leben und Wirken
Sebastian Painadath wurde in Kerala geboren. Seine Eltern und Großeltern gehörten der syro-malabarischen Kirche an. Im Jahr 1966 trat Painadath 24-jährig in den Jesuitenorden ein, wo er in weiterer Folge in Pune Philosophie studierte und 1970 nach Innsbruck zum Theologiestudium geschickt wurde. Seine Priesterweihe erhielt er schließlich 1973 in Puchheim, Bayern.
In weiterer Folge absolvierte er sein Promotionsstudium in Tübingen bei Walter Kasper, welches er 1977 mit dem ganz in abendländisch-akademischer Tradition befindlichen Thema "Theologie des Gebets im Werk des protestantischen Theologen Paul Tillich" mit dem Doktorat in dogmatischer Theologie abschloss.
Neben seiner intensiven wissenschaftlichen Beschäftigung mit der christlichen Tradition des Westens war für seine Spiritualität vor allem in Kindestagen sein Großvater, der aus einer Familie von Hindu-Gelehrten stammte, dann zum Christentum konvertierte und als Professor für Sanskrit tätig war, prägend.

### Interreligiöser Dialog
Im Auftrag des Jesuitenordens gründete Sebastian Painadath in Kalady 1987 mit dem Sameeksha-Ashram einen christlichen Ashram, welcher zum einen dem Interreligiösen Dialog, vor allem zwischen Christentum, Hinduismus und Islam und zum anderen als Ort für Exerzitien mit hinduistischen Schriften dienen soll.
Painadath steht in der Tradition der Integrativen Spiritualität und geht in diesem Zusammenhang von einer letzten spirituellen Einheit aller Menschen aus. Mit diesem Hintergrund sucht er neue Formen des religiösen Zusammenlebens. Im Interreligiösen Dialog stehen für ihn einerseits nachbarschaftliche Beziehungen mit Andersgläubigen und andererseits Respekt der religiösen Vielfalt im Zentrum. Nach Painadath sind alle Menschen Pilger auf dem Weg zu Gott und die Suche nach diesem ist gemeinsames Ziel aller Religionen, welche sich in einer oft verwirrend scheinenden Vielfalt ausprägt. Nach Painadath ist allen Menschen religiöser Prägung ein "Grundgespür für Transzendenz" gleich und verbindend, dessen Beschreibung und Sprache darüber stark von der jeweiligen Kultur oder Tradition beeinflusst ist.
Painadaths Ansatz vom Wandernden Gottesvolk und seine Auffassung, dass keine Religion im Besitz der Wahrheit sein kann, hat seine Wurzeln in den Texten des Zweiten Vatikanischen Konzils, welches somit theologisches Fundament seines Engagements im interreligiösen Dialog ist.
Ursache für viele weltweite Konflikte, die als Religionskriege gelten, sind für Sebastian Painadath vordergründig politische, wirtschaftliche oder ethnische Gründe. Die Religion eines Menschen kann diese Gründe aber verstärken und emotionalisieren, da sie tiefgreifenden Einfluss auf die Psyche des Menschen hat.
Vor dem Hintergrund eines sich aktuell, im Bezug auf den zunehmenden Religionspluralismus stark wandelnden Europa ist Sebastian Painadath mit seinen Erfahrungen und Lösungsansätzen im interreligiösen Dialog, besonders im deutschsprachigen Raum, ein gefragter Referent und Buchautor.

## Publikationen (Auswahl)
- Das Sonnengebet. Kösel, München 2000, ISBN 3-466-36553-8.
- Der Geist reißt Mauern nieder. Kösel, München 2002, ISBN 3-466-36591-0.
- Befreiung zu wahrem Leben. Kösel, München 2006, ISBN 978-3-466-36714-6.
- Wir alle sind Pilger: Gebete der Welt. (Hg.), Kösel, München 2010, ISBN 978-3-466-36806-8.
- Gott hat viele Namen. Spirituelle Erfahrungen, die unser Herz berühren. mit Richard Rohr, Vier-Türme, Münsterschwarzach 2011, ISBN 978-3-89680-526-3.
- Das Herz in Schwingung bringen. Beten mit Mantras und Melodien. mit Rose Pudukadan, Vier-Türme, Münsterschwarzach 2014, ISBN 978-3-89680-883-7.
- Erkenne deine göttliche Natur. 55 Meditationen. Vier-Türme-Verlag, Münsterschwarzach 2016, ISBN 978-3-7365-0025-9.